# Karl Schmidt (fotbalist)
Karl Schmidt (n. 5 martie 1932, Wabern, Hessa, Germania – d. 10 iulie 2018, Göttingen, Germania) a fost un fotbalist internațional german, care a jucat pe postul de fundaș la KSV Hessen Kassel, 1. FC Kaiserslautern și FK Pirmasens.